# Nahanni Nationalpark
Nahanni Nationalpark eller Nahanni National Park Reserve er en 30.050 km2 stor nationalpark som ligger i Northwest Territories i Canada, omkring 600 km vest for Yellowknife. Parken beskytter bl.a. en del af Mackenzie Mountains bjergene og South Nahanni floden.
Et af parkens højdepunkter er Virginia Falls vandfaldet som med et fald på 90 meter og dermed næsten dobbelt så højt som Niagaravandfaldende. I midten af vandfaldet står en klippevæg som også er kaldes Mason Rock efter den berømte canadiske forfatter og filmskaber Bill Mason
Parkens har bl.a. svovlholdige kilder, tundra, bjergkæder og skove med gran og asp og er hjemsted for mange fugle-, fiske- og pattedyrsarter. Et besøgscenter i Fort Simpson har en udstilling om parkens historie, kultur og geografi. Parken er ikke let tilgængelig og den bedste måde at komme til Nahanni National Park er den vandflyver eller helikopter.
Nahanni nationalpark blev i 1978 optaget på UNESCOs Verdensarvsliste.